# 和田琢磨
和田 琢磨（わだ たくま、1972年（昭和47年）7月11日 - ）は、埼玉県蓮田市生まれの歌手。城西国際大学出身。

## 人物紹介
1990年、ジュノン・スーパーボーイ・コンテストファイナリスト、フジテレビ「ゴールド・ラッシュ!」でチャンピオンを経てスカウト。「Sweet Beat Swing/Go!Paradise（JR西日本CMソング）」でメジャーデビュー。「SweBe」と改名後は日本テレビ「THE夜もヒッパレ」にレギュラー出演。SweBe解散後、「EVERGLADES」でソロメジャーデビュー。
現在は和田琢磨名義の他、琢磨とサツミ「肉汁物語」で日本初のフード歌謡歌手としても活動中である。他にも牛角キムチのスーパー店頭キャンペーンソングやはすだ太郎名義の「ラーメン行進曲」、まるぶ本舗イカめしイメージソング「イカくさい男の唄」などを手がけ、フード歌謡歌手の地位を確立している。
2007年9月、ミュージカル「ラムネ」で役者デビューも果たす。
最近は楽曲提供やプロデュース作品なども多く、西田ひかる、VENUSやGravity、Junkie Sistaなどに曲を書き下ろしている。
埼玉新聞　環境キャンペーン「エコ贔屓」初代広報大使を務める。
ECOユニット「にゃんたぶぅ」の『たくまん』としても活動中。プロデューサーとしても活躍。
(財)省エネルギーセンター 省エネコンシェルジュ として全国の小学校などにECOの講師としての活動もしている。
なお、「にゃんたぶぅ」は埼玉県知事公認の「勝手に埼玉応援隊」に任命された。長野県松川町広報大使、埼玉県蓮田市広報大使、広島県三原市ふるさと大使でもある。
ゴスペルユニット「Everything get to be good」のメンバーとしても全国ツアーをしている。

## CD

### 和田琢磨名義

#### アルバム
- 声玉〜こえだま〜・TAKU*MAX
- 歌玉〜うただま〜・TAKU*MAX

### にゃんたぶぅ名義
- 多数あり

#### シングル
- EVERGLADES ※ソロメジャーシングル
- 愛を見つけたんだよ（2007年9月25日発売、R-taid）
- save the EARTH〜地球が叫んでいる〜（2008年1月30日発売） ※省エネルギーセンターENEX2008オフィシャルソング

### 琢磨とサツミ名義

#### シングル
- 肉汁物語（2007年1月29日発売、ビクターエンタテインメント）

### Love Rings名義

#### シングル
- Everyday Everytime・TAKU*MAX

### はすだ太郎名義
- ラーメン行進曲（大島ラーメンで販売中）

### その他
- おかあさんといっしょに!ベストソング2（KS CREATE）
- イカくさい男の唄（まるぶ本舗WEBで販売中）

## 舞台
- ミュージカル「ラムネ」（アミューズ）
- 「茶番劇」（TEAM6g）
- ミュージカル「CABACRAT」（JUNKIE SISTA）
- ミュージカル「もてたい男」（STUDIO JAZZ）キース 役

## 映画
- 「一葉の桐」（コバトンTHEムービー）飯島栄吉 役

## インターネットテレビ
- pinkish青木麻実のHolyday Afternoon（2008年4月 - 2008年6月、スティッカムTV）
ご意見番として和田琢磨が青木麻実と共にMCを担当した。

## インターネットラジオ
- SWEET BEAT EMOTION（2005年4月10日 - 2006年7月21日、BEAT☆Net Radio!）[1][2]
三重野瞳とパーソナリティーを担当していた。
- pinkishのGirls Sound Netradio（2007年5月 - 2008年3月、キャステラ）
番組開始当初は和田琢磨がMCを担当していたが、舞台出演の為降板。その後は、ピンキッシュメンバーが交替でMCを務めた。